# Championnat d'Ouganda de football 2009-2010
Navigation
Édition précédente Édition suivante
La saison 2009-2010 du Championnat d'Ouganda de football est la quarante-et-unième édition du championnat de première division ougandais. Les équipes engagées sont regroupées au sein d'une poule unique où elles affrontent deux fois leurs adversaires, à domicile et à l'extérieur. En fin de saison, les cinq derniers du classement sont relégués et remplacés par les trois meilleurs clubs de deuxième division.
C'est le club de Bunamwaya SC qui remporte la compétition cette saison après avoir terminé en tête du classement, avec deux points d'avance sur Express FC et quatre sur le tenant du titre, Uganda Revenue Authority. C'est le tout premier titre de champion d'Ouganda de l'histoire du club.

## Participants
- Arua Central FC - Promu de D2
- Villa SC
- Kampala City Council
- Simba FC
- Express FC
- Uganda Police FC
- Maji FC
- Kinyara Sugar Works FC
- Hoima FC - Promu de D2
- CRO FC - Promu de D2
- Boroboro Tigers FC
- Bunamwaya SC
- Fire Masters FC - Promu de D2
- Victors FC
- Uganda Revenue Authority
- Masaka Local Council - Promu de D2
- Iganga Town Council
- Nalubaale FC

## Compétition

### Classement
Le classement est établi sur le barème de points classique : victoire à 3 points, match nul à 1, défaite à 0.
| Rang | Équipe                    | Pts | J  | G  | N  | P  | Bp | Bc | Diff |
| ---- | ------------------------- | --- | -- | -- | -- | -- | -- | -- | ---- |
| 1    | Bunamwaya SC              | 74  | 34 | 21 | 11 | 2  | 61 | 22 | +39  |
| 2    | Express FC                | 72  | 34 | 21 | 9  | 4  | 44 | 15 | +29  |
| 3    | Uganda Revenue AuthorityT | 70  | 34 | 20 | 10 | 4  | 53 | 23 | +30  |
| 4    | Kampala City Council      | 51  | 34 | 14 | 15 | 5  | 41 | 14 | +27  |
| 5    | Simba FC                  | 50  | 34 | 14 | 8  | 12 | 34 | 34 | 0    |
| 6    | Uganda Police FC          | 48  | 34 | 13 | 9  | 12 | 34 | 32 | +2   |
| 7    | Villa SC                  | 45  | 34 | 12 | 15 | 7  | 32 | 27 | +5   |
| 8    | Nalubaale FC              | 44  | 34 | 12 | 8  | 14 | 34 | 34 | 0    |
| 9    | Masaka Local CouncilP     | 44  | 34 | 12 | 8  | 14 | 30 | 42 | -12  |
| 10   | Fire Masters FCP          | 43  | 34 | 11 | 10 | 13 | 30 | 37 | -7   |
| 11   | Kinyara Sugar Works FC    | 42  | 34 | 10 | 12 | 12 | 32 | 33 | -1   |
| 12   | CRO FCP                   | 41  | 34 | 10 | 11 | 13 | 32 | 35 | -3   |
| 13   | Victors FCC               | 41  | 34 | 9  | 14 | 11 | 25 | 30 | -5   |
| 14   | Boroboro Tigers FC        | 37  | 34 | 9  | 13 | 12 | 29 | 40 | -11  |
| 15   | Maji FC                   | 34  | 34 | 8  | 10 | 16 | 33 | 45 | -12  |
| 16   | Iganga Town Council       | 31  | 34 | 7  | 10 | 17 | 25 | 40 | -15  |
| 17   | Hoima FCP                 | 24  | 34 | 7  | 3  | 24 | 24 | 53 | -29  |
| 18   | Arua Central FCP          | 15  | 34 | 5  | 6  | 23 | 20 | 72 | -52  |

|  | Champion d'Ouganda 2009-2010 et qualification pour la Coupe Kagame inter-club 2011     |
|  | Qualification pour la Coupe de la confédération 2011                                   |
|  | Relégation en deuxième division                                                        |
|  | T : Tenant du titre C : Vainqueur de la Coupe d'Ouganda P : Promu de deuxième division |

## Bilan de la saison
| Championnat d'Ouganda de football 2009-2010                        |                                                                         |
| Champion                                                           | Bunamwaya SC (1er titre)                                                |
| Coupes et trophées                                                 |                                                                         |
| Vainqueur de la Coupe d'Ouganda 2009-2010                          | Victors FC                                                              |
| Qualifications continentales                                       |                                                                         |
| Ligue des champions de la CAF 2011                                 | Aucun                                                                   |
| Coupe de la confédération 2011                                     | Victors FC                                                              |
| Coupe Kagame inter-club 2011                                       | Bunamwaya SC                                                            |
| Promotions et relégations                                          |                                                                         |
| Promus en Championnat d'Ouganda de football                        | Gulu United Maroons FC UTODA FC                                         |
| Relégués en Championnat d'Ouganda de football de deuxième division | Arua Central FC Hoima FC Iganga Town Council Maji FC Boroboro Tigers FC |